# Forrest J. Ackerman
Forrest James Ackerman, född 24 november 1916 i Los Angeles, död 4 december 2008 i Los Angeles, var en amerikansk välkänd science fiction-kännare, sporadisk författare, skådespelare, producent, redaktör och agent.
Ackerman kallades ofta "Forry, "4e" eller "4SJ". Han producerade bland annat Vampirella och var agent åt flera av de största science fiction-författarna. Han var mest känd som redaktör för tidningen Famous Monsters of Filmland som han även skrev artiklar åt.
Ackerman sägs ibland vara den som myntat begreppet "sci-fi".
Från 1931 brevväxlade han sporadiskt med H.P. Lovecraft. Efter att Ackerman i Fantasy Fan kritiserat Clark Ashton Smiths "The Dweller in Martian Depths" riktade Lovecraft skarp kritik mot honom och skämtade med honom genom referenser i novellerna "The Battle that Ended the Century" ("the Effjay of Akkamin") och "In the Walls of Eryx" ("efjeh-weeds" och "wriggling akmans").

### Fotnoter
1. ↑  Forrest J Ackerman, writer-editor who coined 'sci-fi,' dies at 92 (på engelska), Los Angeles Times, 6 december 2008, läs online.[källa från Wikidata]
2. 1 2  SNAC, SNAC Ark-ID: w6gt7bp6, läs online, läst: 9 oktober 2017.[källa från Wikidata]
3. 1 2  Find a Grave, Find A Grave-ID: 6319, läs online, läst: 9 oktober 2017.[källa från Wikidata]
4. 1 2  Sci-fi legend Forrest J Ackerman dies (på engelska), USA Today, 5 december 2008, läs online.[källa från Wikidata]
5. ↑  Gemeinsame Normdatei, läst: 30 december 2014.[källa från Wikidata]
6. 1 2  Tjeckiska nationalbibliotekets databas, NKC-ID: xx0021968, läst: 23 november 2024.[källa från Wikidata]
7. ↑  läs online, www.comic-con.org , läst: 28 juli 2021.[källa från Wikidata]
8. ↑  
”sci fi” (på engelska). Science Fiction Citations. Arkiverad från originalet den 16 januari 2009. https://web.archive.org/web/20090116020123/http://www.jessesword.com/sf/view/210. Läst 21 juni 2009.
9. ↑  Joshi och Schultz (2001) s. 1-2